# Yangqiaodian (köpinghuvudort i Kina, Jiangxi Sheng, lat 28,37, long 116,54)
Yangqiaodian är en köpinghuvudort i Kina. Den ligger i provinsen Jiangxi, i den sydöstra delen av landet, omkring 73 kilometer sydost om provinshuvudstaden Nanchang. Antalet invånare är 33 352. Befolkningen består av 15 979 kvinnor och 17 373 män. Barn under 15 år utgör 20,0 %, vuxna 15-64 år 71 %, och äldre över 65 år 8,0 %.
Runt Yangqiaodian är det tätbefolkat, med 297 invånare per kvadratkilometer. Närmaste större samhälle är Xiaohuang, 17,7 km öster om Yangqiaodian. Trakten runt Yangqiaodian består till största delen av jordbruksmark.
Genomsnittlig årsnederbörd är 2 491 millimeter. Den regnigaste månaden är juni, med i genomsnitt 454 mm nederbörd, och den torraste är oktober, med 26 mm nederbörd.